# Bistum Tsingtao

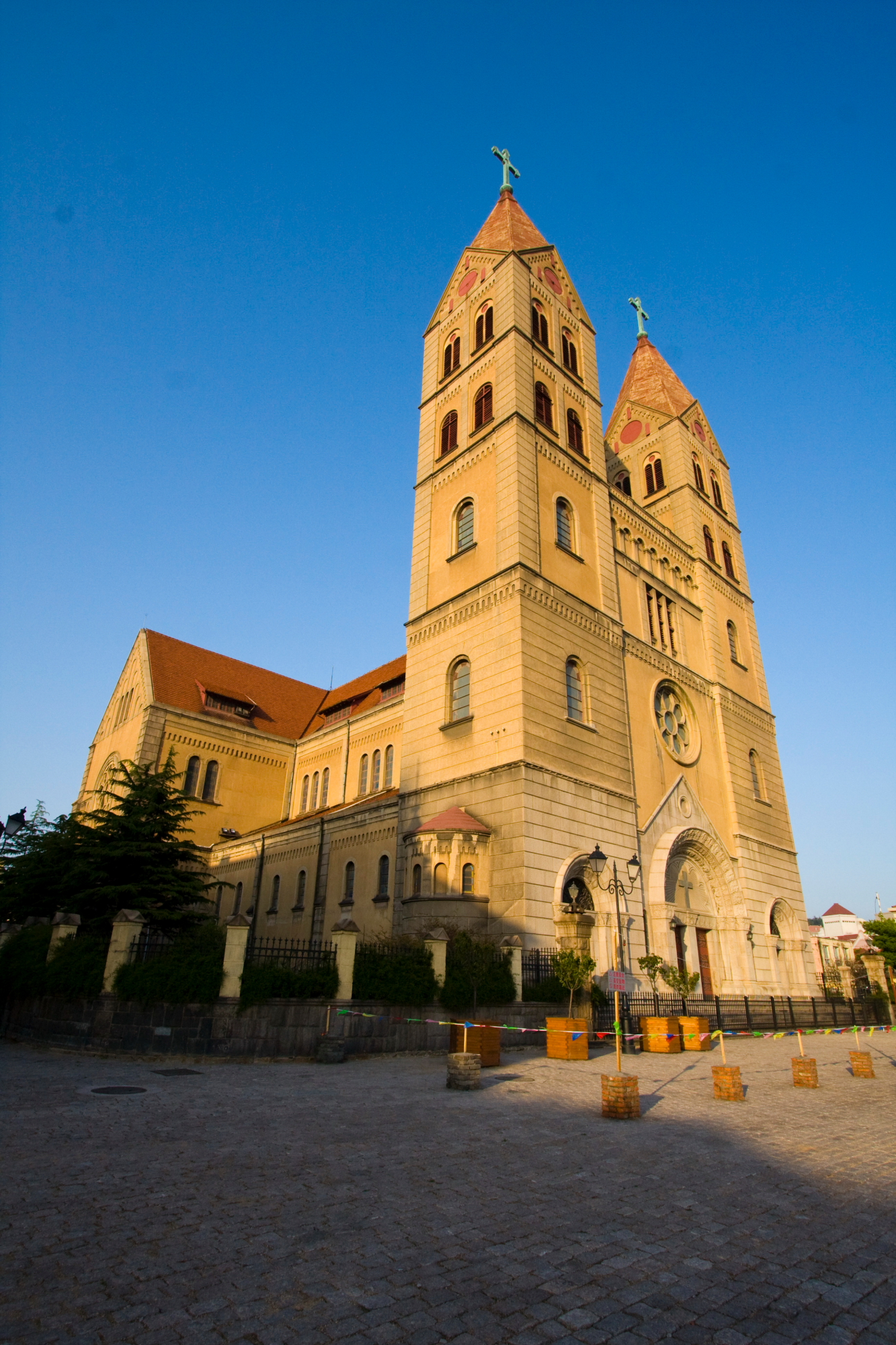
Kathedrale St. Michael von Tsingtao (Qingdao)

Das in der Volksrepublik China gelegene Bistum Tsingtao (lat. Dioecesis Zimtaovensis) mit Sitz im heutigen Qingdao (historisch Tsingtau) wurde am 11. Februar 1925 als Apostolische Präfektur begründet, am 14. Juni 1928 zum Apostolischen Vikariat und am 11. April 1946 zum Bistum erhoben. Bischofskirche ist die ab 1932 errichtete deutsche Kathedrale St. Michael (Qingdao).
Das zur Kirchenprovinz Tsinan (Jinan) gehörende und 17.000 km² große Bistum zählte im Jahr 1950 23.588 Katholiken, was 0,7 % der Bevölkerung dieser Region darstellte. Mit 6 Diözesanpriestern, 22 Ordenspriestern und 87 Ordensschwestern in 9 Pfarreien war es ein Missionsgebiet der deutschen Provinzen der Steyler Missionare, welche auch die Apostolischen Vikare und die beiden Bischöfe stellten. Der Name des Bistums und die historische Verbindung mit Deutschland gehen auf die Lage im ehemaligen deutschen Pachtgebiet Kiautschou (1898–1914) zurück, als dessen Hauptstadt Tsingtau (Qingdao) fungierte.
Nach dem Tode des aus Deutschland stammenden Augustin Olbert SVD, am 18. November 1964 konnte das Bistum aufgrund der politischen Verhältnisse bis 2019 nicht mehr besetzt werden.

## Ordinarien
- Georg Weig SVD  (1925–1941)
- Thomas Tien Ken-sin SVD (1942–1946)
- Augustin Olbert SVD (1948–1964)
- Paul Han Xi-rang OFM (1988–1992), ohne Zustimmung des Heiligen Stuhls.
- Joseph Li Mingshu (2000–2018)
- Thomas Chen Tianhao (seit 2019)